# Florence Henderson
Florence Henderson (Dale, Indiana; 14 de febrero de 1934-Los Ángeles, California; 24 de noviembre de 2016) fue una actriz, cantante y presentadora de televisión estadounidense. 
Se convirtió en actriz de teatro a mediados de los años 1950 y en actriz de televisión a comienzos de los años 1960. Se hizo mundialmente famosa por desempeñar el papel de Carol Brady en la serie televisiva The Brady Bunch (1969-1974). Posteriormente, intervino en los series derivadas del programa que la lanzó a la fama: The Brady Bunch Hour (1976-1977), The Brady Brides (1981) y The Bradys (1990). Entre 2007 y 2009, Henderson presentó su propio programa de entrevistas, titulado The Florence Henderson Show.

## Primeros años
Una de las diez hijas de una familia católica, se graduó en la Academia de St. Francis Academy en Owensboro, Kentucky en 1951; poco después se traslada a Nueva York matriculándose en la prestigiosa American Academy of Dramatic Arts. 

## Carrera

### Primeros trabajos
Comenzó su carrera artística participando en musicales, como Oklahoma! y South Pacific en el Lincoln Center. Debutó en Broadway en 1952 con Wish You Were Here y posteriormente protagonizó espectáculos como Fanny (1954), y The Girl Who Came to Supper (1963). 
Su carrera televisica comienza a despuntar gracias a su presencia, desde 1962 en los programas The Johnny Carson Show y Dean Martin Variety Show.

### El papel de Carol Brady

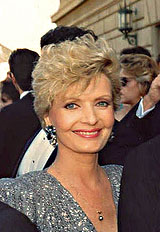
Florence Henderson en 1989.

Su gran popularidad se la debe al papel de Carol Brady, la madre viuda de tres hijas que decide rehacer su vida junto a un viudo (Robert Reed) a su vez padre de tres hijos en la sitcom, que alcanzaría repercusión mundial The Brady Bunch. Henderson interpretó el papel entre 1968 y 1974, tiempo de emisión de la serie. El personaje le valió ser incluida por la revista especializada Entertainment Weekly Magazine como uno de los 100 mayores iconos televisivos de todos los tiempos. 
Tras la cancelación de la serie, fue contratada por la empresa de aceite vegetal Wesson cooking oil, como relaciones públicas, actividad que desarrolló entre 1976 y 1996. Durante ese tiempo, presentó el talk show Later Today de la NBC (1999-2000) junto a Jodi Applegate y Asha Blake. 
La actriz ha seguido en cierta medida ligada al personaje que le dio fama: En 1976-1977 todos los intérpretes presentaron el programa de variedades The Brady Bunch Hour, intervino en los spin off The Brady Brides (1981) y The Bradys (1990), así como en las películas rodadas para televisión The Brady Girls Get Married (1981) y A Very Brady Christmas (1988). En la película de 1995 The Brady Bunch Movie, dio vida en un cameo al papel de la madre de Carol (Shelley Long). Finalmente intervino en el reality show My Fair Brady (2005), centrado en Christopher Knight (su hijo en la ficción).

### Otros proyectos
Henderson interpretó The Star-Spangled Banner en la ceremonia de las 500 Millas de Indianápolis en las ediciones 1993 a 1997, America the Beautiful en 1991, 1992 y desde 1999 hasta 2002, y God Bless America desde 2003 hasta 2012 y en 2014 y 2015.
Entre 2007 y 2009, presentó su propio programa: The Florence Henderson Show.